# Villebarou
Villebarou ist eine französische Gemeinde mit 2.558 Einwohnern (Stand: 1. Januar 2022) im Département Loir-et-Cher in der Region Centre-Val de Loire; sie gehört zum Arrondissement Blois und zum Kanton Blois-2. 

## Geographie
Die Gemeinde Villebarou liegt als banlieue etwa vier Kilometer nördlich des Stadtzentrums von Blois. Umgeben wird Villebarou von den Nachbargemeinden Marolles im Norden, Villerbon im Nordosten, Saint-Denis-sur-Loire im Osten, La Chaussée-Saint-Victor im Südosten, Blois im Süden und Südwesten, Saint-Sulpice-de-Pommeray im Südwesten sowie Fossé im Westen. Durch das Gemeindegebiet von Villebarou führt die Autoroute A10 von Paris nach Bordeaux.

## Geschichte

### Internierungslager Camp de Francillon
Von September bis Dezember 1939 befand sich in Villebarou ein Internierungslager für Staatsangehörige des Deutschen Reichs. Bei diesem Camp de Francillon handelte es sich um ein Lager für sogenannte internes à l'administration (Verwaltungsinternierte), das heißt, um ein Lager, in dem Menschen alleine aufgrund einer behördlichen Verfügung ohne gerichtlichen Beschluss festgehalten werden konnten.  
Bei den in zwei Scheunen ohne Heizung und Licht untergebrachten Reichsdeutschen handelte es sich um Deutsche und Österreicher, darunter auch der Maler und Bildhauer Otto Freundlich. Die FMD erwähnt für den 28. September 1939 eine Belegung mit 351 Internierten, die im November 1939 mit 500 bis 600 Personen ihren Höchststand erreicht habe, darunter auch einige Kranke und Flüchtlinge, die über 50 Jahre alt waren.  Am 10. Dezember 1939 hielten sich noch etwa 330 Internierte im Lager auf. Sie wurden im gleichen Monat noch in die Internierungslager Villemalard und Villerbon verlegt.

## Bevölkerungsentwicklung
| Jahr                       | 1962 | 1968 | 1975 | 1982 | 1990 | 1999 | 2006 | 2014 | 2021 |
| Einwohner                  | 955  | 1307 | 1475 | 1573 | 1793 | 1946 | 2550 | 2490 | 2519 |
| Quellen: Cassini und INSEE |      |      |      |      |      |      |      |      |      |

## Sehenswürdigkeiten
- Kirche Saint-Lubin
- Wasserturm